# 伊夫蘭省
33°31′13″N 5°06′38″W / 33.520288°N 5.110445°W
伊夫蘭省（阿拉伯语：‎）是摩洛哥的省份，位於該國東北部，由非斯-梅克內斯大區負責管轄，首府設於伊夫蘭，面積331平方公里，2014年人口155,221，人口密度每平方公里469人。